# Ariel Rojas
Ariel Mauricio „Chino” Rojas (ur. 16 stycznia 1986 w Garín) – argentyński piłkarz występujący na pozycji pomocnika. Zawodnik klubu San Lorenzo.

## Kariera klubowa
Rojas zawodową karierę rozpoczynał w 2007 roku w zespole Vélez Sársfield z Primera División Argentina. W tych rozgrywkach zadebiutował 26 sierpnia 2007 roku w wygranym 4:2 pojedynku z Gimnasią Jujuy. Przez rok w barwach Vélezu rozegrał 3 spotkania.
W 2008 roku Rojas odszedł do Godoy Cruz, także grającego w Primera División. Pierwszy ligowy mecz zaliczył tam 9 sierpnia 2008 roku przeciwko Banfield (2:1). Od czasu debiutu stał się podstawowym graczem składu Godoy Cruz. 13 września 2009 roku w zremisowanym 1:1 spotkaniu z ekipą CA Huracán strzelił pierwszego gola w Primera División.

## Kariera reprezentacyjna
W reprezentacji Argentyny Rojas zadebiutował 17 marca 2011 roku w wygranym 4:1 towarzyskim meczu z Wenezuelą.